# Megaselia dewittensis
Megaselia dewittensis är en tvåvingeart som beskrevs av Ronald Henry Lambert Disney 2003. Megaselia dewittensis ingår i släktet Megaselia och familjen puckelflugor. Inga underarter finns listade i Catalogue of Life.